# Monument 5 jaar Mr. Dr. J.C. de Miranda Lyceum
Monument voor 5 jaar Mr. Dr. J.C. de Miranda Lyceum is een plastisch gedenkteken links voor de ingang van het lyceum aan de Passiebloemstraat in Paramaribo, Suriname.
Het werd op 27 juli 1971 onthuld en is gemaakt door Han ter Keurs, een Nederlands tekenleraar die in Suriname werkte. Hij maakte het in opdracht van het ministerie van Onderwijs en Volksontwikkeling. Een proefmodel dat een plek kreeg op de hoek van de Mungrastraat/Dieterstraat is verdwenen.
Ruim een week later, van 6 tot en met 8 augustus, werden aanvullende activiteiten in het kader van het eerste lustrum gehouden, zoals de verkiezing van een Miss Lyceum, de overhandiging van het lustrumboek aan gouverneur Johan Ferrier en de verbranding van een heks als symbool voor de vernietiging van het kwaad dat de leerlingen in de eerste vijf jaar was overkomen. Tot in de nachtelijke uren werd gefeest en gedanst.
De deuren van het lyceum werden in oktober 1966 geopend voor 225 leerlingen die begonnen in tien eerste klassen. Het werd ondergebracht in het pand van de Algemene Middelbare School (AMS) aan de Passiebloemstraat. Toen het pand te krap werd voor twee scholen, verhuisde de AMS op 1 januari 1970 naar de Marowijnestraat. Toen werd ook de naam gewijzigd naar het Mr. Dr. J.C. de Miranda Lyceum. De school is vernoemd naar Julius Caesar de Miranda (1906-1956), advocaat aan het Hof van Justitie (1929-1946), lid van de Staten van Suriname (1932-1938, 1942-1946) en lid (soort minister) en voorzitter (soort premier) van het College van Algemeen Bestuur (1948-1949-1951).
Tijdens het eerste lustrum, in januari 1969, brak er een staking uit onder leraren die het niet eens waren met overplaatsingen en het verplicht verheerlijken van premier Pengel. De staking sloeg over naar andere scholen en vervolgens ook naar andere overheden en andere sectoren. Hierbij botsten demonstranten op een gewelddadige politie. Leerlingen toonden zich solidair met de leraren en riepen "Geen brood, geen school". De laatste protesten (1973) hielden op nadat Pengel aftrad als premier. Een protest in 1987 door scholieren werd met geweld beantwoord door de militaire machthebbers onder leiding van Desi Bouterse. Bij de presentatie van het boek bij het 50-jarige lustrum van het lyceum, in 2016 tijdens de regering-Bouterse II, ontstond er commotie toen de lustrumcommissie kritische delen uit het boek had verwijderd.